# Ерік Гриффін
Ерік Гриффін (англ. Eric Griffin; 3 листопада 1967, Лафаєтт — 7 жовтня 2023, там само) — американський професійний боксер, дворазовий чемпіон світу серед аматорів.

## Аматорська кар'єра
1987 року став чемпіоном молодіжного турніру Золоті рукавички.
На чемпіонаті світу 1989 завоював золоту медаль.
- В 1/8 фіналу переміг Нарцисіо Гонсалеса (Мексика) — RSCH 2
- В чвертьфіналі переміг Петріса Парасківа (Румунія) — 23-10
- В півфіналі переміг Кім Док Нам (КНДР) — 20-10
- В фіналі переміг Рохеліо Марсело (Куба) — 17-13

1990 року, здобувши перемоги над Алсібелем Флоресом (Венесуела), Ншаном Мунчяном (СРСР) і Анатолієм Філіпповим (СРСР), став переможцем на Іграх доброї волі.
На чемпіонаті світу 1991 завоював золоту медаль.
- В 1/8 фіналу переміг Чо Дон Бум (Південна Корея) — 48-18
- В чвертьфіналі переміг Ердененцогт Цогтжаргала (Монголія) — KO 3
- В півфіналі переміг Нельсона Дьєппа (Пуерто-Рико) — 43-11
- В фіналі переміг Рохеліо Марсело (Куба) — 36-18

На Олімпійських іграх 1992 переміг Фаусто дель Росаріо (Домініканська Республіка) — 14-2 і програв Рафаелю Лосано (Іспанія) — 2-6.

## Професіональна кар'єра
1992 року дебютував на профірингу і здобув 10 перемог поспіль, після чого зазнав першої поразки в бою за вакантний титул чемпіона NABF у першій найлегшій вазі проти Маркоса Пачеко (Мексика). Через чотири місяці в реванші здобув перемогу одностайним рішенням і відібрав звання чемпіона.
Здобувши ще три перемоги, 15 грудня 1994 року вийшов на бій за звання обов'язкового претендента на титул чемпіона світу за версією WBA у першій найлегшій вазі і зазнав поразки нокаутом від Карлоса Мурільйо (Панама).
В наступному бою 19 вересня 1995 року знов завоював вакантний титул чемпіона NABF у першій найлегшій вазі, але, провівши один вдалий захист, 16 квітня 1996 року програв нокаутом Хесусу Чонг (Мексика).
31 травня 1997 року вдруге вийшов проти Хесуса Чонга в бою за вакантне звання чемпіона світу за версією WBO у першій найлегшій вазі і цього разу програв технічним нокаутом у другому раунді, після чого вирішив завершити кар'єру.